# Roman Anoszkin
Roman Anoszkin (ur. 31 sierpnia 1987) – rosyjski kajakarz. Brązowy medalista olimpijski z Rio de Janeiro.
Zawody w 2016 były jego pierwszymi igrzyskami olimpijskimi. Po medal sięgnął w rywalizacji kajakowych jedynek na dystansie 1000 metrów. W 2015 był w jedynkach trzeci na dystansie 500 metrów. W 2016 zdobył srebro mistrzostw Europy w czwórce, w 2019 brązowy medal w dwójce.